# Privacidade digital
A privacidade digital é a habilidade de uma pessoa em controlar a exposição e a disponibilidade de informações seja dela, de um conhecido ou até mesmo de um desconhecido, na internet, através dos sites de compartilhamento e redes sociais. A atual arquitetura da internet permite o desenvolvimento de novas tecnologias de controle de informações, alterando a forma de como cada pessoa vê a privacidade.
A revolução da tecnologia da informação modificou a realidade social, penetrando em todas as esferas da atividade humana, gerando novas relações a serem reguladas pelo sistema jurídico. A falta de leis consolidadas com relação a privacidade digital exige que cada indivíduo esteja preparado para enfrentar as novas situações e a invasão de privacidade, decorrentes dessa nova visão sobre a privacidade, ocasionadas com o surgimento de novas tecnologias informacionais.
O surgimento das redes sociais e sites de compartilhamento aumentaram os riscos de um indivíduo ter a privacidade violada na sociedade atual, principalmente pela divulgação direta e indireta de dados pessoais. "A internet é a plataforma que abriga as redes sociais, sendo instrumento muito poderoso e perigoso que interfere na liberdade de expressão e privacidade." A partir dessas redes sociais e de sites de compartilhamento, as empresas buscam informação sobre os usuários e oferecem produtos e serviços de acordo as preferências deduzidas através das informações colhidas.
O tema da privacidade digital tem sido mais comentado atualmente também entre os mais jovens. Estudos mostram que, diferente do Millennials, os Centennials estão mais preocupados em terem comportamentos mais seguros e evitarem arriscar a própria privacidade online. No Brasil, 90% dos jovens se dizem preocupados com seus dados digitais e a sua privacidade na rede mundial de computadores, bem mais que a média mundial, de 76%.

## Privacidade e história
O significado do termo privacidade é bastante subjetivo, pois apresentam significados completamente diferentes entre duas pessoas ainda que elas estejam no mesmo grupo étnico cultural. Uma das definições, é que a privacidade é a habilidade de uma pessoa em controlar a exposição e a disponibilidade de informações acerca de si e se relaciona com a capacidade de existir na sociedade de forma anônima podendo se utilizar de um pseudônimo ou de uma identidade falsa. Portanto, privacidade é ter controle sobre as informações existentes sobre si e exercer este controle de forma consistente com seus interesses e valores pessoais.
Maria conceitua a privacidade como modo específico de vivência pessoal, isolada, numa esfera reservada, consoante escolha espontânea do interessado, primacialmente dentro do grupo familiar efetivo, ou com maior insulamento, mas sempre sem uma notória forma de participação de terceiros, seja pelo resguardo contra a ingerência ou molestamento malevo alheio, seja pela utilização da faculdade que se lhe é atribuída para razoável exclusão do conhecimento público, de dados, ações, ideias e emoções que lhe são peculiares.
A definição de Luana Lopes Lobato é que privacidade pode ser caracterizada como o direito que o usuário tem em querer que suas informações pessoais sejam mantidas de forma segura, sem que seja possível identificá-los enquanto navega pela web, tendo o usuário o direito de poder controlar as informações de modo que apenas revelá-las se considerar relevante.
Percebe-se a importância da privacidade para o indivíduo por diferentes perspectivas.
- Filosoficamente: As pessoas na sociedade são consideradas como sendo muito importante para seu próprio bem. A dignidade humana, integridade, autonomia individual e autodeterminação sustentam a noção e o significado dos direitos humanos.
- Psicologicamente: As pessoas precisam de espaço privado ainda que estejam em um local público. Precisam ser capazes de julgar se as outras pessoas são uma ameaça e assim executar ações para combatê-las.
- Sociologicamente: As pessoas precisam ser livres para se comportar e se aproximar de outras, mas sem a ameaça constante de estar sendo observado.
- Economicamente: As pessoas precisam estar livres para inovar e a vigilância diminui a inovação. As pessoas inovadoras normalmente não obedecem a algumas regras e algumas vezes só é possível quando essas mesmas pessoas têm um lugar privado para trabalhar em seus experimentos.
- Politicamente: As pessoas precisam ser livres para pensar, argumentar e agir e a vigilância nesse comportamento e expressão pode influenciar negativamente os países com democracia.

A disponibilização de novas ferramentas tecnológicas pela web torna fácil obtenção de informações e dados pessoais de usuários. Fred H. Cate [5] exemplifica de onde extrair essas informações a partir de atividades cotidianas dos usuários:
- Cartórios, hospitais, seguradoras e bancos detêm informações sobre o histórico familiar, financeiro e de saúde.
- Empresas de telefonia possuem listagem dos números mais usados e da freqüência das ligações;
- Editoras mantêm informações sobre hábitos de leitura, elaborando perfis literários e econômicos dos assinantes;
- Operadoras de cartão de crédito registram perfis de consumo e histórico de compras de seus clientes;
- Diversas lojas e estabelecimentos comerciais possuem cadastro de seus clientes e mantêm histórico de consumo de produtos, criando assim um perfil de compra personalizado para cada cliente, podendo encaminhar uma publicidade direcionada;
- Provedores de internet mantêm registro de acesso a sites, envio e recebimento de emails e preferências de conteúdo acessado.

O cruzamento dessas informações permite a criação banco de dados, que detalha características, hábitos e práticas diárias dos usuários, concluindo outra informações despercebidas até pelos próprios usuários.

## Teoria das três esferas
Algumas teorias explicam os direitos da personalidade e sua relação com a vida social do indivíduo. A Teoria das Esferas de Heinrich Hubmann classifica o direito de personalidade em três esferas representando três graus de manifestação da privacidade [7]:
- Esfera íntima: a esfera mais interna na qual constituiu o âmbito da vida no qual o indivíduo pode se manter em total segredo diante da coletividade, ou seja, compreende-se dos assuntos mais secretos que não devem chegar ao conhecimento dos outros devido à sua natureza extremamente reservada. A proteção se dá em grau absoluto, não podendo ser limitada por nenhuma lei.
- Esfera privada: a esfera privada ampla, que abarca o âmbito privado na medida em que não pertença à esfera mais interna, incluindo segredos que o indivíduo leva ao conhecimento de outra pessoa de sua confiança, que fazem parte na vida cotidiana, ficando excluído o resto da comunidade.
- Esfera pública: contempla os comportamentos e atitudes acessíveis ao público e susceptíveis de serem conhecidos por todos, em relação à qual não existe qualquer tipo de reserva, ou seja, todas as matérias relacionadas com as informações que a pessoa deseja excluir do conhecimento de terceiros.

## Direito à Privacidade
De acordo com a História, os romanos não davam importância à proteção aos direitos da personalidade, mas de algumas manifestações isoladas. A intimidade só ganhou autonomia ideológica com o nascimento da burguesia e o crescimento de núcleos urbanos.
A intimidade era um privilégio das classes sociais mais altas e dos indivíduos que viviam à margem da sociedade, como excluídos de toda a sorte. À medida que as condições sociais e econômicas conduziam ao desenvolvimento dos núcleos urbanos, crescia na burguesia emergente a expectativa de proteger a intimidade. Portanto, o direito à intimidade se sedimentou como uma aspiração burguesa, transformando um privilégio de poucos numa expectativa de muitos [8].
O surgimento do direito à intimidade coincide com a consagração de um privilégio de classe social e não como a realização de uma exigência natural de todos os homens. O direito à intimidade, desenvolveu-se através de reivindicações de espaços exclusivos e excludentes. A industrialização e a formação da cultura capitalista proporcionaram a difusão da ideia de privacidade entre as demais camadas sociais [9], possibilitando o acesso e a divulgação de informações referentes à esfera privada do indivíduo.
De acordo com Warren e Brandeis, o princípio que protege escritos pessoais e outras produções pessoais contra toda forma de publicação é um princípio de inviolabilidade da personalidade. Também fundamentaram a necessidade do reconhecimento do direito à privacidade na própria vida moderna, o que tornou o homem mais sensível à publicidade, de maneira que a solidão e a intimidade passaram a ser essenciais ao indivíduo. Os autores buscaram definir também os limites do direito à privacidade [11]:
- O direito à privacidade não impede a publicação do que é publicado ou do que é de interesse geral;
- O direito à privacidade não veda a comunicação de tudo que é privado, pois se isso acontecer sob a guarda da lei não há violação desse direito;
- A reparação não será exigível se a intromissão for gerada por uma revelação verbal que não cause danos;
- O consentimento do afetado exclui a violação do direito;
- A alegação de veracidade da informação pelo agressor não exclui a violação do direito;
- A ausência de dolo também não exclui a violação desse direito.

Após a Segunda Guerra Mundial, as ameaças institucionais à preservação da intimidade se fizeram mais presentes na medida em que se instaurou um quadro de total vigilância e controle do cidadão através da informação. E com o surgimento da Guerra Fria, vários documentos internacionais foram editados sobre a proteção da privacidade bem como conferências e seminários internacionais.
Edilsom Pereira de Farias cita que o primeiro texto a proteger a intimidade foi a Declaração Americana dos Direitos e Deveres do Homem, aprovada em Bogotá em  1948, em seu artigo 5° que diz: “Toda pessoa tem direito à proteção da lei contra os ataques abusivos à sua honra, à sua reputação e à sua vida particular e familiar”
No Brasil quando a privacidade não é respeitada o indivíduo é assegurado pela Constituição Federal o direito de se defender nos mesmo veículos que foi utilizado para o delito.

## Lei da Privacidade
Nos Estados Unidos, o governo de Barack Obama apresentou diretrizes para criação de lei que tratam a questão da privacidade dos usuários da web [15]:
- Controle – Consumidores têm o direito de controlar quais dados pessoais são coletados e como eles são usados. Os mecanismos de controle fornecido pelas empresas devem ser simples e de fácil utilização e os usuários devem ter a capacidade de suspender ou limitar a autorização de coleta de dados;
- Transparência – As políticas de segurança e privacidade de um serviço devem ser de fácil compreensão. Devem explicar quais dados são coletados dos usuários, por que são necessários, como serão usados, quando serão deletados e se serão repassados a terceiros;
- Contexto – Se empresas pretendem usar dados coletados de usuários para fins diferentes daqueles estabelecidos no momento da coleta, devem ter cuidados com as ferramentas de controle e transparência. Dados obtidos de crianças e adolescentes devem ser tratados com mais zelo ainda;
- Segurança – Os dados de consumidores devem ser tratados de maneira responsável e segura. Empresas devem avaliar os riscos de dados pessoais serem acessados sem permissão e tomar medidas razoáveis para evitar que isso aconteça;
- Acesso – Consumidores têm o direito de acessar e corrigir seus dados pessoais. Usuários devem ter a capacidade de restringir o uso de suas informações e de solicitar que suas informações sejam deletadas;
- Coleta limitada – Empresas devem coletar apenas os dados necessários para um fim específico. Quando as informações não são mais necessárias, elas devem ser deletadas ou desassociadas do indivíduo a que se referem;
- Responsabilidade – Empresas devem manter e treinar funcionários responsáveis por aderir a esses princípios. Ao compartilhar dados coletados, devem ter garantias de que os destinatários também têm a obrigação judicial e contratual de aderir a estes princípios.

## Proteção à Privacidade
A Organização para a Cooperação e Desenvolvimento Econômico (OCDE) publicou algumas diretrizes relativas à política internacional sobre a proteção da privacidade e dos fluxos transfronteiriços de dados pessoais. Elas representam um consenso internacional sobre a orientação geral a respeito da coleta e do gerenciamento da informação pessoal [3]:
- Princípio de limitação da coleta: A coleta de dados pessoais deve ser limitada e obtidos através de meios legais informando e pedindo o consentimento do dono dos dados.
- Princípio de qualidade dos dados: Os dados pessoais devem estar constantemente atualizados e corretos devendo estar relacionados com as finalidades de sua utilização.
- Princípio de definição da finalidade: Os propósitos da coleta de dados pessoais devem ser indicadas no momento da coleta de dados e o seu uso deve ser restrito aos objetivos impostos e declarados nas políticas de privacidades.
- Princípio de limitação de Uso:. Dados pessoais não devem ser divulgados nem utilizados para outros fins que não seja aqueles já especificados exceto por uma autoridade da lei ou com o consentimento do proprietário dos dados
- Princípio de segurança: Técnicas de segurança devem ser utilizadas para proteger os dados pessoais contra riscos perda, ou acesso indevido, destruição, alteração e divulgação de dados não autorizados.
- Princípio da Transparência: Deve haver uma política geral de abertura a respeito do desenvolvimento, da prática e da política referentes ao dados pessoais.
- Princípio de participação individual: Um indivíduo deve ter acesso ao seus dados, modificar e ter o direito de ter seus dados apagados ou retificados quando bem desejar.
- Princípio da responsabilidade: Deve haver um gerenciador responsável pelo cumprimento dos princípios descritos acima.

## Política de Privacidade
O fato de muitos usuários não saberem ao certo para que e o quanto de seus dados são coletados, representa um grande risco a privacidade. Em se tratando de privacidade, o indivíduo tem o direito de permanecer a sós, de determinar quando, como e qual informação sobre ele será disponibilizada para terceiros. Porém, é necessário existir leis que possibilitem exercer desse direito.
Alguma empresas disponibilizam em seu site um documento da política de privacidade para disponibilizar maior segurança aos usuários, descrevendo as normas seguidas pela empresa e a privacidade das informações extraídas dos usuários, além de especificar informações sobre a utilização dos dados coletados e para quem serão passados esses dados, podendo haver um interação dos usuário e o consentimento do que estará sendo feitos com os dados. Qualquer modificação nesse documento deverá ser comunicada antecipadamente aos usuários.
De acordo com o documento elaborado por Mann e Eisen (2001), divulgado pelo IPC em Ontário e pela Microsoft Canadá, uma política de privacidade considerada ideal deveria seguir as seguintes diretrizes [17]:
- Informar que tipos de sistemas de segurança são utilizados para proteger as informações do usuário.
- Informar de forma clara ao usuário que tipo de informações são coletadas pelo site e quem tem acesso às mesmas.
- O usuário deveria ter direito de escolher se quer ou não ter suas informações compartilhadas com terceiros e acessar às informações e forma de corrigi-las.

Entre as vantagens de uma política de privacidade para o usuário, Lobato destaca [3]:
- O usuário fica ciente sobre o tratamento e como são empregados os dados fornecidos e colhidos pela empresa;
- Inspira mais confiabilidade aos usuários que ao tomarem conhecimento de que determinado site possui regras bem delimitadas sobre a privacidade, se sentem mais seguros quanto a divulgação ou a disponibilização de seus dados a terceiros.
- Diminui o fornecimento de dados incorretos, devido a tentativa dos usuários de preservarem sua privacidade em ambientes suspeitos, diminuindo os problemas ao desenvolvimento do comércio eletrônico.

## Selo de Privacidade
Diversos sites na internet possuem selos de privacidade que certificam que o site possui uma política de privacidade e que segue essa política. As práticas de segurança, estão de acordo com o que foi proposto em suas políticas, dando ao usuário uma maior garantia de que o site cumpre com as políticas de privacidade definidas.
As organizações que emitem o selo de privacidade não verificam se as práticas nessa políticas são abusivas, apenas se o site viola ou não sua política de privacidade. Para a garantia dessas políticas, essas organizações realizam uma análise no site e em suas práticas de coleta e uso das informações pessoais dos usuários, passando o site por um processo de auditoria e avaliação [3].
De acordo com Gaerter, o selo de privacidade atesta que a empresa certificada [17]:
- Mantém em funcionamento um sistema de gerenciamento para a proteção dos dados (Data Management System - DMS).
- Atende aos requisitos estatutários dos (Data Protection and Privacy - DPP),ou seja, as informações solicitadas aos clientes são as mínimas necessárias para o desenvolvimento dos negócios da organização e são utilizadas exclusivamente para a finalidade indicada no ponto de coleta. Quando necessário, ficam armazenadas, em ambiente seguro, na base de dados da empresa.
- Melhora de forma contínua os processos de DPP.

## Câmeras de segurança e privacidade
As câmeras de seguranças podem aumentar a seguranças nos locais que foram instaladas e ao mesmo tempo ferir o direito à privacidade. A confronto entre o direito à privacidade e o direito à segurança se torna um assunto complexo devido a quantidade de opiniões encontradas. Existem pessoas que não se encomodam em ser monitoradas devido a sensação de seguranças que essas câmeras proporcionam. O indivíduo se sente seguro sabendo que está sendo vigiado e como a violência é crescente, ele abre mão da própria privacidade porque a necessidade da sensação de segurança é maior. Para as pessoas incomodadas com o monitoramento, elas tem a sensação de invasão, com seu direito à privacidade violada ao serem monitoradas pelas câmeras de segurança.
Para Ricardo algumas questões precisam ser esclarecidas: como se dará a utilização da imagem e por quem, se há gravação dessas imagens e se existem sempre alguém observado, quem são essas pessoas que observam e que tipo de informação elas colhem dessas imagens. Isso é valido também paras as câmeras instaladas dentro de um empresa para vigiar os funcionários. A existência de critérios rígidos para o uso da imagem é fundamental para garantir o direito à privacidade. No entanto, sabe-se que na prática, essa discussão não é feita e há abusos na forma como são utilizadas [18].
Ainda de acordo com Ricardo, as câmeras podem prevenir determinados tipos de crimes, mas esse é um efeito limitado, especialmente se não houver um estudo prévio sobre quais os tipos de problema se quer reduzir com a instalação das câmeras e um acompanhamento dos resultados. Além disso, esse efeito dissuasório apenas promove a migração do crime para outro local. Essa é um tipo de prevenção situacional, que não resolve os problemas desde a raiz, mas não deixa de ser uma alternativa, desde que utilizado de forma correta e em conjunto com outras medidas.
Ilana Strozemberg acredita que a sociedade saberá impedir que os novos mecanismos de segurança se transformem em ferramentas de controle, já que ninguém vai querer ficar aprisionado dessa forma. “Acredito que quando as coisas chegam a um abuso, as sociedades reagem de forma a preservar algum meio de ordem e de manutenção” [19].
A vigilância eletrônica pode em alguma medida contribuir para segurança e se, regulado o uso das imagens, fazer isso sem violar o direito à privacidade, pois caso contrário pode até agravar ainda mais o problema, dando uma falsa ideia de segurança.

## Geolocalização e privacidade
Um geolocalizador é um aplicativo integrado a um GPS presente na maioria dos aparelhos móveis mais modernos e que a partir desse recursos é possível gerar ações exclusivas que quando agregadas as ações de marketing, oferece ofertas e prestação de serviço diferenciada ao usuário a partir de sua localização.
A geolocalização proporciona às pessoas uma orientação na hora de fazer compras e de se locomover nas cidades. Mas também oferece as aberturas para usos menos sadios que podem vim prejudicar essas pessoas.
As pessoa com novos hábitos de utilização das redes sociais querem agora saber onde seus amigos estão para encontrá-los no mundo real e compartilhar experiências em locais diferentes fora do âmbito virtual e as redes sociais que apostam em aplicativos com geolocalização tornam-se indispensáveis na vida dessas pessoas.
Os aplicativos com geolocalização oferece uma maior relevância ligada ao lugar onde o usuário e seus conhecidos estão. Porém a possibilidade de ter alguém seguindo os passos de quem utiliza esses tipos de aplicativos e extrair informações sobre sua rotina é um dos perigos que esses aplicativos ocasionam.
As ferramentas que disponibilizam esse tipo de servico geralmente exige um prévio consentimento dos usuários para o tratamento dos dados de geolocalização: o consentimento tem de ser expresso e pode ser retirado a qualquer momento. Mas a existência de mecanismos de opt-out e a ativação automática de serviços de geolocalização não são suficientes para dar cumprimento a este requisito. Os responsáveis pelo tratamento dos dados devem facultar aos usuários o direito de acesso aos seus dados, permitindo a retificação, o cancelamento e a oposição ao tratamento dos mesmos [20].

### Creepy
O Creepy é um aplicativo que aponta a localização de usuários e agrega informações sobre o paradeiro dos amigos em redes sociais. As informações são apresentadas em um map (Google Maps, Virtual Maps e Open Street Maps) onde todos os dados são fornecidos, incluindo o que foi postado daquele usuário naquele lugar para dar contexto à localização [21]. Com base em dados públicos de localização de redes e sites de compartilamento de fotos, o Creepy é capaz de traçar os trajetos dos usuários usando os dados de GPS integrados às publicações que foram feitas pelas redes sociais [22].

### Foursquare
Trata-se de uma rede baseada em geolocalização, mas com foco em estabelecimentos públicos. O usuário conectado na internet indica o local onde se encontra naquele momento e pode acessar informações publicadas por outros usuários da rede que já passaram por lá, indicando sua opinião sobre o estabelecimento. Tem a opção de fazer um checkin “fora da grade”, ou seja, nenhum dos amigos conseguirão saber onde o usuário está. Apenas saberão que o usuário fez um checkin, mas não saberão onde.

### Facebook Places
A ferramenta permite que um usuário compartilhe onde está e o que está fazendo com sua lista de amigos ou com outras pessoas na redes divulgando informações bastante pessoais sobre o dia a dia dos usuários.
Segundo os responsáveis pela ferramenta, o Facebook encoraja seus usuários a controlarem suas listas de amigos, inibindo a difusão de informações muito pessoais a desconhecidos. Toda esta informação, entretanto, pode prover uma imagem detalhada de vida dos usuários [23].

### Outros aplicativos de geolocalização
Outros aplicativos de geolocalização:
- Grindr;
- Blendr;
- Meet Moi;
- TÔ AKI;
- Around Me;
- Cine Mobits;
- MyCar Locator;
- ParkBuddy;
- Path;
- Highlight;
- Meet Moi;
- Moove Taxi;
- Budszone;
- SJ Mobile;
- Find My Friends;
- Flowd;
- Porkappolis.

Ferramentas de geolocalização têm se mostrado úteis, por facilitarem o encontro entre pessoas com interesses em comum, refletidos pelos lugares que frequentam. A polêmica hoje não gira em torno da finalidade dessas ferramentas, mas sim em torno dos poucos mecanismos disponibilizados por elas para que seus usuários possam ter um controle maior daquilo que divulgam [32]. Logo, é preciso tomar mais atenção ao compartilhar algo com informações de localização nas redes sociais, pois essas informações atingir outros usuários.

## Sites e ferramentas para navegação anônima
Existem várias ferramentas disponibilizadas na Web que permite a navegação anônima a fim de evitar a invasão de privacidade:
- TorPark: A navegação é anônima onde os dados trafegados passam por uma espécie de VPN criptografada através da rede TOR dificultando a sua localização;
- JAP (Java Anon Proxy): É uma ferramenta desenvolvida em Java, multi-plataformas, que usa um único endereço para identificar seu computador, e esse é compartilhado com vários outros usuários do programa. Dessa forma, não é possível descobrir qual deles acessou determinado site garantindo o anonimato [24];
- Tor: É uma variedade de ferramentas para um leque de organização e de pessoas buscando melhorar a confidencialidade e a segurança de suas trocas na internet. Compatibilidade Windows, GNU/Linux e Mac [25];
- Torbutton: Essa ferramenta ajuda a manter um anonimato durante a navegação e publicações que faça na web, como mensagens instantâneas e outras aplicações que usem o protocolo TCP [26];
- UltraSurf: permite que se tenha acesso a qualquer página, bloqueada ou não, e com o máximo de privacidade e segurança e sem deixar rastro. Os três pilares que sustentam o UltraSurf são a liberdade de navegar, a privacidade com seus dados e a segurança de acesso [27];
- The-cloak: Oferece serviços gratuitos e pagos. A versão paga utiliza o modelo de assinatura anual e oferece largura de banda maior que a versão gratuita. O uso do serviço pode atrapalhar a visualização de streaming de vídeos e de salas de bate-papo.
- Hidemyass: O site oferece uma grande variedade de opções e também pode ser usado para o envio de e-mails.
- Anonymizer Universal;
- Freesafesurf: Este serviço oferece uma forma simples para que você possa acessar redes sociais e sites de jogos normalmente bloqueados pelos administradores de redes. Basta digitar a URL que você quer acessar e pronto.
- Packetix VPN: Este servidor proxy oferece uso ilimitado e é localizado no japão
- Anonymouse.org: Anonimização desde 1997. Protege sua privacidade, protege seus dados gratuitamente. [28]
- Proxy.org;
- HideMyAss.com;
- VTunnel;
- EvadeFilters.com;;
- UnBlockAll.net;
- A-Cloak.com;
- ProxyBoxOnline.com;.
- ProXPN;
- USAIP;
- Freegate;
- YourFreedom;
- XRoxy.com;
- Proxify.com;
- Ultrareach.

## Cyberstalking
O cyberstalking é caracterizado pela perseguição que um indivíduo faz em cima de uma vítima focado em atingir psicológica e mentalmente de forma inconveniente e insistente gerando assim o assédio que muitas vezes pode ser catastrófico, levando a vítima ao desequilíbrio mental e emocional [28].
O cyberstalking deixa de ser um observador na vida real para invadir a privacidade também na internet. Para isso, utiliza recursos virtuais para colher informações e agir a seu favor e provocar encontros que parecem por acaso. Em sua maioria, o perseguidor não percebe que está sendo inconveniente [29].
Os recados nas redes sociais passam a ser mais insistentes e se o perseguidor tiver acesso ao telefone ou endereço através de aplicativos que informam a localização, a situação pode se agravar. A vitima começa a receber telefonemas obscenos, inúmero torpedos ou ameaçadores com palavrões e em alguns casos terminar em agressão física ou em envio de encomendas indesejadas [28].
De acordo com a Gizelle Truzzi se for verificada a prática do cybertalking, o usuário deve [30]:
- Armazenar sempre as provas eletrônicas, mantendo sua integridade. Arquivar as capturas de tela dessas provas, manter os emails originais e se necessário, dirigir-se até um Cartório de Notas a fim de lavrar uma Ata Notarial do conteúdo difamatório;
- Registrar um Boletim de Ocorrência na delegacia de polícia;
- Busca acompanhamento psicológico, se necessário;
- Procurar um advogado, para verificar a necessidade de medidas extrajudiciais ou judiciais (notificação extrajudicial, representação criminal, instauração de inquérito policial, ação de indenização por danos morais e materiais, etc.);
- Não revidar às agressões.

No Brasil, a vítima de cyberstalking está protegida pelo Leis das Contravenções Penais, onde o acusado pode ser condenado à cadeia.

## Phishing Scam
Phishing Scam tem a função de "pescar" dados de usuários desavisados com mensagens aparentemente reais, e, assim cometer fraudes eletrônicas.
Exemplos mais comuns são e-mails de banco: o infrator faz parecer tão real quanto possível, e normalmente aparecem solicitações de "recadastramento" de dados bancários ou alteração da senha eletrônica pelos motivos mais mirabolantes.
Para descobrir esses indícios, siga algumas dicas:
- Sempre procure por links fora do padrão, remetente ou qualquer outro sinal de que não é o seu banco que está enviando a mensagem;
- Se encontrar algum elemento suspeito e mesmo assim ficar em dúvida sobre a sua idoneidade, contate o seu banco para verificar qual é a política de envio de e-mails;
- Nunca forneça mais dados do que o necessário para uma operação, tomando sempre cuidado na hora de enviar números de CPF, RG ou qualquer outro que possa ser utilizado para fraude;
- E-mails que exigem a alteração de senhas bancárias e números de documentos são quase sempre fraude pois vão contra a política das empresas que manipulam esses tipos de dados;
- Promoções que exigem apenas alguns dados para oferecer um produto muito valioso (carros e iPads) precisam de cuidado redobrado.[9]

## Cuidados na internet
Existem situações em que, mesmo que se queira manter a privacidade, ela pode ser invadida como nos casos a seguir [31]:
- Outras pessoas divulgam informações sobre uma pessoa ou imagens onde ela está presente, sem nenhuma autorização prévia;
- Alguém, indevidamente, coleta informações que trafegam na rede sem estarem criptografadas, como o conteúdo dos e-mails enviados e recebidos;
- Um atacante ou um código malicioso obtém acesso aos dados são digitados ou que estão armazenados em um computador;
- Um atacante invade a conta de e-mail ou da rede social e acessa informações restritas;
- Um atacante invade um computador no qual os dados estão armazenados como, por exemplo, um servidor de e-mails;
- Os hábitos e as preferências de navegação são coletadas pelos sites que o usuário acessa e repassadas para terceiros.

De acordo com a Cartilha de Segurança para Internet, os usuários precisam ter alguns cuidados na internet para evitar problemas com a privacidade, entre elas [31]:
- Ter cuidado ao abrir imagens e links que estão no corpo de email, pois pode haver programas mal intencionados a fim de roubar informações do usuário armazenados no dispositivo eletrônico;
- Enviar emails para os contatos como copia oculta, pois evita que outras pessoas pegue a lista de contatos para quem esse email foi enviado evitando assim o envio de spam;
- Usar leitores e e-mails que permitam que as mensagens sejam criptografadas, a fim de evitar que essas mensagens sejam lidas por estranhos;
- Evitar usar a rede onde o acesso é aberto e computadores de terceiros ou computadores infectados;
- Criar o hábito de limpar com freqüência os cookies do navegador para evitar que as informações colhidas sejam compartilhadas por terceiros;
- Atualizar os sistemas de antivírus e antispyware do computador;
- Evitar publicar fotos em resoluções grandes, pois dessa forma dificulta montagens devido a baixa qualidade da foto;
- Evitar publicar informações de outras pessoas sem a prévia autorização;
- Divulgar apenas o mínimo de informações pessoais na internet;
- Evitar publicar fotos pelas quais se possam deduzir informações e descobrir a rotina, principalmente de localização geográfica.
- Ao acessar seu e-mail, sua conta em uma loja on-line, seu perfil no Facebook, seu internet banking ou qualquer outro serviço que exige nome de usuário e senha, clique no botão/link de nome Logout, Logoff, Sair, Desconectar ou equivalente para sair do site.
- Crie senhas difíceis de serem descobertas.
- Evite responder ameaças, provocações, intimidações ou qualquer coisa parecida na internet.
- Evite usar redes wifi públicas, principalmente as que não contém nenhuma senha, algumas podem ser iscas para capturar dados dos dispositivos conectados a ela.

A privacidade é necessária em vários momentos ao longo da vida e o recolhimento é benéfico pois permite o indivíduo a refletir. Momentos offline é o melhor que se deve fazer para aproveitar mais as outras pessoas, conversar, telefonar, ter um contato real e deixar de lado um pouco a vida virtual.

## Trabalhos acadêmicos
- SANTA MARIA, José Serpa de. Direitos da personalidade e a sistemática civil geral. Campinas: Julex, 1987. p. 57.
- Lobato, Luanna Lopes. Avaliação dos Mecanismos de Privacidade e Personalização na Web. Universidade Federal de São Carlos. UFSCAR.
- Clarke, Roger what’s privacy What’s Privacy.
- Privacy in the information age. Washington: Brookings, 1997.
- Salles, Fábio Augusto Cornazanni, Gisele Truzzi de Lima, Rodrigo Barros de Miranda. Privacidade e Internet.
- Marques, Andréa Neves Gonzaga. Direito à Intimidade e Privacidade. Tribunal de Justiça do Distrito Federal e dos Territórios.
- AIETA, Vânia Siciliano. A garantia da intimidade como direito fundamental. Rio de Janeiro: Lúmen Júris, 1999. p. 78.
- Maia, Luciano Soares. A privacidade e os princípios de proteção do indivíduo perante os bancos de dados pessoais. Conselho Nascional de Pesquisa e Pós Graduação em Direito.
- Warren e Brandeis, The Right to Privacy. In Havard Law Review, Vol IV, Dezembro 15, 1890,No 5.
- Mendes, Laura Schertel. Transparência e Privacidade: Violação e Proteção da Infomação Pessoal Na Sociedade de Consumo. Repositório institucional.
- Gaertner, Adriana, Helena Pereira da Silva. Privacidade da Informação na Internet: ausência de normalização http://www.cinform.ufba.br/vi_anais/docs/AdrianaGaertnerHelenaSilva.pdf, cinform - ufba].
- Ricardo, Carolina de Mattos. Câmeras: problema ou solução?.
- Morett, Ana Carolina, Joana Paranhos, Thaisa Coelho, Uvara Assis. Entre a casa e a rua: privatização e controle do espaço público. puc-riodigital. http://puc-riodigital.com.puc-rio.br/media/5%20-%20entre%20a%20casa%20e%20a%20rua.pdf.
- Almeida, Vieira de. Privacidade & proteção de dados: parecer sobre serviços de geolocalização em smart phones. [. http://www.vda.pt/xms/files/Newsletters/Flash_Privacidade___Proteccao_de_Dados_-_Parecer_sobre_servicos_de_geolocalizacao_em_smart_phones_-26.05.2011-.pdf Vieira de Almeida & Associados].
- Lima, Gisele Truzzi de. Cyberbulling, cyberstalking e redes sociais.